# Indigofera andrewsiana
Indigofera andrewsiana är en ärtväxtart som beskrevs av Jan Bevington Gillett. Indigofera andrewsiana ingår i släktet indigosläktet, och familjen ärtväxter. Inga underarter finns listade i Catalogue of Life.